# Sherry Stringfield
Sherry Lea Stringfield (Colorado Springs, 24 giugno 1967) è un'attrice statunitense nota per le sue partecipazioni alle serie tv NYPD - New York Police Department, E.R. - Medici in prima linea e alla soap opera Sentieri.

## Biografia
Sherry Stringfield è nata a Colorado Springs, nello Stato del Colorado, ed è cresciuta a Spring, un sobborgo di Houston.
Stringfield ha rivelato una propensione per la recitazione mentre frequentava la Klein High School, nella Contea di Harris, dove ha recitato in vari musical e opere teatrali tra cui Oklahoma, Mother Courage e Fiddler on the Roof. A 18 anni si è iscritta alla scuola di recitazione della State University of New York at Purchase, condividendo la stanza con una giovane Parker Posey.
Durante quel periodo ha recitato in numerose produzioni off-Broadway e ha imparato a controllare e modificare il suo accento texano con l'aiuto di un insegnante di dizione. universitaria. 
Stringfield si è laurata nel 1989 in Bachelor of Fine Arts.
Ha debuttato nel 1989 nella soap opera Sentieri dove ha interpretato Blake Thorpe, ruolo che interpreterà fino al 1992. Dal 1993 al 1994 ha interpretato Laura Kelly in NYPD - New York Police Department, ex moglie di John Kelly (interpretato da David Caruso).
Nel 1994 ha interpretato la dottoressa Susan Lewis in E.R. - Medici in prima linea, ruolo che l'ha resa celebre; dopo qualche anno ha abbandonato la serie, per poi tornarvi nel 2001 e abbandonarla definitivamente nel 2005; durante questo periodo ha partecipato ad un episodio crossover tra E.R. e Camelot - Squadra Emergenza, interpretando sempre il ruolo della dottoressa Lewis.
Nel cinema ha recitato in film come Studio 54 con Mike Myers e Ryan Phillippe e in Autumn in New York con Richard Gere e Winona Ryder.

## Filmografia

### Cinema
- Burnzy's Last Call, regia di Michael De Avila (1995)
- Studio 54, regia di Mark Christopher (1998)
- Autumn in New York, regia di Joan Chen (2000)
- Viva Las Nowhere, regia di Jason Bloom (2001)
- Forfeit, regia di Andrew Shea (2007)
- Il segreto di David - The Stepfather (The Stepfather), regia di Nelson McCormick (2009)
- The Dog Lover, regia di Alex Ranarivelo (2016)

### Televisione
- Sentieri – soap opera, 143 puntate (1986-1992)
- NYPD - New York Police Department (NYPD Blue) – serie TV, 22 episodi (1993-1994)
- E.R. - Medici in prima linea (ER) – serie TV, 157 episodi (1994-2009)
- Border Line, regia di Ken Kwapis – film TV (1999)
- Il tocco di un angelo – serie TV, episodio 5x26 (1999)
- Dove ti porta il cuore (Going Home),  regia di Ian Barry (2000)
- Squadra emergenza (Third Watch) – serie TV, episodio 3x20 (2002)
- Company Town, regia di Thomas Carter – cortometraggio TV (2006)
- Tell Me You Love Me - Il sesso. La vita (Tell Me You Love Me) – serie TV, 6 episodi (2007)
- Shark - Giustizia a tutti i costi (Shark) – serie TV, episodi 1x21-2x07 (2007)
- In Plain Sight - Protezione testimoni (In Plain Sight) – serie TV, episodio 1x05 (2008)
- Law & Order - I due volti della giustizia (Law & Order) – serie TV, episodio 19x07 (2008)
- Curb Your Enthusiasm – serie TV, episodio 7x04 (2009)
- Back, regia di Mark Pellington – film TV (2009)
- Who Is Clark Rockefeller?, regia di Mikael Salomon – film TV (2010)
- Night and Day, regia di Milan Cheylov – film TV (2010)
- The Shunning, regia di Michael Landon Jr. – film TV (2011)
- Criminal Behavior, regia di Tim Matheson – film TV (2011)
- Hornet's Nest, regia di Millicent Shelton – film TV (2012)
- The Confession, regia di Michael Landon Jr. – film TV (2013)
- CSI - Scena del crimine (CSI: Crime Scene Investigation) – serie TV, episodio 14x08 (2013)
- Fuga senza fine, regia di Alex Wright – film TV (2014)
- Under the Dome – serie TV, 9 episodi (2014)
- Criminal Minds: Beyond Borders – serie TV, 26 episodi (2016-2017)